# ناحیه لئونیداس، میشیگان
ناحیه لئونیداس (به انگلیسی: Leonidas Township) یک منطقهٔ مسکونی در ایالات متحده آمریکا است که در شهرستان سنت ژوزف، میشیگان واقع شده‌است.
 ناحیه لئونیداس ۹۳٫۸ کیلومتر مربع مساحت و ۱٬۲۳۹ نفر جمعیت دارد و ۲۶۴ متر بالاتر از سطح دریا واقع شده‌است.